# Margherita Gonzaga (monaca)

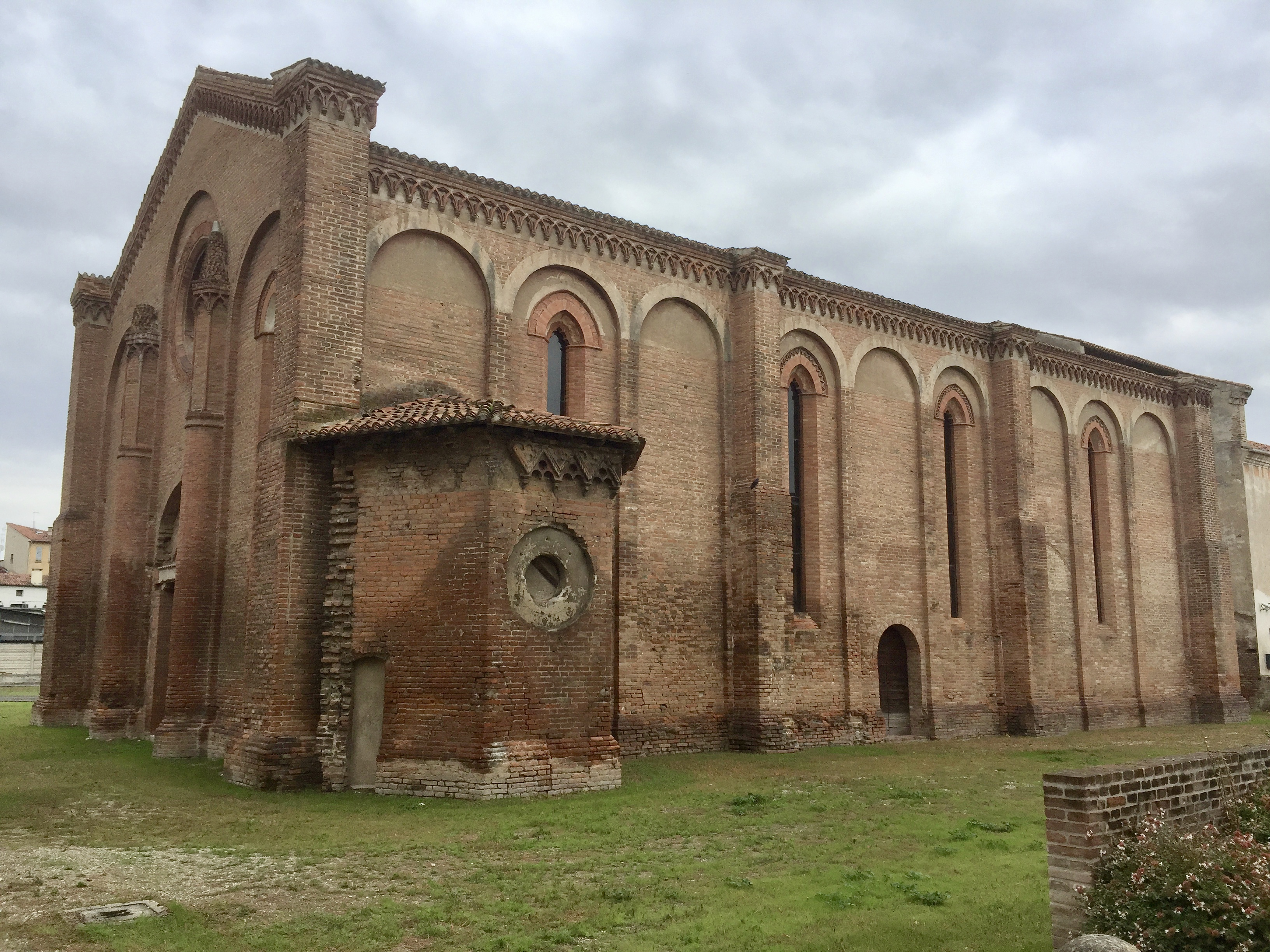
Mantova, Chiesa di Santa Paola, ex chiesa del convento delle Clarisse.

Margherita Gonzaga (Mantova, 1487 – Mantova, 26 agosto 1537) è stata una nobildonna e religiosa italiana.

## Biografia
Fu una delle figlie naturali del marchese di Mantova Francesco II Gonzaga, nata prima del suo matrimonio nel 1490 con Isabella d'Este.
Condotta alla corte di Urbino presso la sorella di Francesco, Elisabetta Gonzaga, duchessa consorte di Guidobaldo da Montefeltro, qui rimase sino alla giovinezza.
Nel 1494 venne promessa in sposa ad Alberto Pio di Savoia, signore di Carpi e nel 1510 al banchiere romano Agostino Chigi, che conobbe Margherita durante una festa in onore del duca Francesco Maria I Della Rovere. Le trattative si protrassero sino al 1512, quando il banchiere rinunciò anche per la freddezza di Margherita nei suoi confronti. Francesco Gonzaga cercò di trovare un nuovo sposo alla figlia nella persona del conte di Correggio, Gianfrancesco da Correggio, ma Margherita, stanca dei maneggi intorno alla sua persona, chiese di entrare nel monastero delle clarisse di Mantova intorno al 1514. Ci fu un ultimo interessamento da parte di Isabella d'Este di ricucire i rapporti con la famiglia Pio di Savoia, ma nel 1518 Alberto Pio sposò Cecilia Orsini, figlia del cardinale Franciotto di Monterotondo e di Violante Orsini di Monteleone. 
Da questa data si persero le notizie di Margherita che, dopo la morte del padre nel 1519, fu beneficiaria di una casa a Mantova e di una rendita di 400 ducati annui.
Morì a Mantova il 26 agosto 1537 e fu sepolta in abito monacale nella chiesa di Santa Paola.
Molti pensano, erroneamente, che nell'affresco di Raffaello Sanzio chiamato Trionfo di Galatea il volto della Nereide sia quello di Margherita Gonzaga. Tuttavia, è stato dimostrato che i lineamenti del viso di Galatea sono quelli dell'amante di Raffaello, Margherita Luti, soprannominata Fornarina.

## Ascendenza
|                       |   |                                  | Genitori                            |  |  | Nonni |  |  | Bisnonni             |  |  | Trisnonni             |  |
|                       |   |                                  |                                     |  |  |       |  |  | Ludovico III Gonzaga |  |  | Gianfrancesco Gonzaga |  |
|                       |   |                                  |                                     |  |  |       |  |  | Ludovico III Gonzaga |  |  | Gianfrancesco Gonzaga |  |
|                       |   | Paola Malatesta                  |                                     |  |  |       |  |  | Ludovico III Gonzaga |  |  |                       |  |
| Federico I Gonzaga    |   |                                  |                                     |  |  |       |  |  | Ludovico III Gonzaga |  |  |                       |  |
|                       |   | Barbara di Brandeburgo           | Giovanni l'Alchimista               |  |  |       |  |  |                      |  |  |                       |  |
|                       |   | Barbara di Brandeburgo           | Giovanni l'Alchimista               |  |  |       |  |  |                      |  |  |                       |  |
|                       |   | Barbara di Brandeburgo           | Barbara di Sassonia-Wittenberg      |  |  |       |  |  |                      |  |  |                       |  |
| Francesco II Gonzaga  |   | Barbara di Brandeburgo           |                                     |  |  |       |  |  |                      |  |  |                       |  |
|                       |   | Alberto III di Baviera           | Ernesto di Baviera-Monaco           |  |  |       |  |  |                      |  |  |                       |  |
|                       |   | Alberto III di Baviera           | Ernesto di Baviera-Monaco           |  |  |       |  |  |                      |  |  |                       |  |
|                       |   | Alberto III di Baviera           | Elisabetta Visconti                 |  |  |       |  |  |                      |  |  |                       |  |
| Margherita di Baviera |   | Alberto III di Baviera           |                                     |  |  |       |  |  |                      |  |  |                       |  |
|                       |   | Anna di Braunschweig-Grubenhagen | Erich I di Braunschweig-Grubenhagen |  |  |       |  |  |                      |  |  |                       |  |
|                       |   | Anna di Braunschweig-Grubenhagen | Erich I di Braunschweig-Grubenhagen |  |  |       |  |  |                      |  |  |                       |  |
|                       |   | Anna di Braunschweig-Grubenhagen | Elisabetta di Brunswick-Göttingen   |  |  |       |  |  |                      |  |  |                       |  |
| Margherita Gonzaga    |   | Anna di Braunschweig-Grubenhagen |                                     |  |  |       |  |  |                      |  |  |                       |  |
|                       | … | …                                |                                     |  |  |       |  |  |                      |  |  |                       |  |
|                       | … | …                                |                                     |  |  |       |  |  |                      |  |  |                       |  |
|                       | … | …                                |                                     |  |  |       |  |  |                      |  |  |                       |  |
| …                     | … |                                  |                                     |  |  |       |  |  |                      |  |  |                       |  |
|                       |   | …                                | …                                   |  |  |       |  |  |                      |  |  |                       |  |
|                       |   | …                                | …                                   |  |  |       |  |  |                      |  |  |                       |  |
|                       |   | …                                | …                                   |  |  |       |  |  |                      |  |  |                       |  |
| …                     |   | …                                |                                     |  |  |       |  |  |                      |  |  |                       |  |
|                       |   | …                                | …                                   |  |  |       |  |  |                      |  |  |                       |  |
|                       |   | …                                | …                                   |  |  |       |  |  |                      |  |  |                       |  |
|                       |   | …                                | …                                   |  |  |       |  |  |                      |  |  |                       |  |
| …                     |   | …                                |                                     |  |  |       |  |  |                      |  |  |                       |  |
|                       |   | …                                | …                                   |  |  |       |  |  |                      |  |  |                       |  |
|                       |   | …                                | …                                   |  |  |       |  |  |                      |  |  |                       |  |
|                       |   | …                                | …                                   |  |  |       |  |  |                      |  |  |                       |  |
|                       |   | …                                |                                     |  |  |       |  |  |                      |  |  |                       |  |